# Øresund
Øresund – stacja metra w Kopenhadze, na linii M2. Zlokalizowana jest pomiędzy stacjami Lergravsparken oraz Amager Strand. Została otwarta 28 września 2007. Znajduje się w 3 strefie biletowej, w dzielnicy Sundbyøster.
Stacja posiada parking rowerowy.